# Нимфиды
Нимфиды (лат. Nymphidae) — семейство насекомых из отряда сетчатокрылых (Neuroptera).

## Описание
Длина крыльев 18-40 мм. Внешне напоминают златоглазок. На правой и левой челюстях личинок располагается по одному зубцу, что является отличительным признаком семейства. Современные формы представлены в Австралазии: Австралия, Новая Гвинея, близлежащие острова (New, 1982). Ископаемые виды известны из эоцена Северной Америки и Европы, а также из юрского периода Китая. Древнейшая личинка Nymphidae, Nymphavus progenitor, обнаружена в меловом бирманском янтаре.

## Систематика
Включает 22 рода и 56 видов, из которых 14 родов и 23 вида являются вымершими. Ранее группы близкие к роду Myiodactylus выделяли в отдельное семейство Myiodactylidae.
- Подсемейство Myiodactylinae (Myiodactylidae)
  - Myiodactylus Brauer, 1866
  - Norfolius Navás, 1922
  - Nymphydrion Banks, 1913
  - Osymylops Banks, 1913
- Подсемейство Nymphinae
  - Austronymphes Esben-Petersen, 1914
  - Nesydrion Gerstäcker, 1885
  - Nymphes Leach, 1814
    - †Nymphes georgei Archibald, Makarkin, & Ansorge, 2009[1] — Эоцен США

  - Umbranymphes
- Вымершие группы
  - †Liminympha
  - †Pronymphes Krüger, 1923 — Эоцен
    - †Pronymphes hoffeinsorum
    - †Pronymphes mengeanus (Hagen)

## Фото

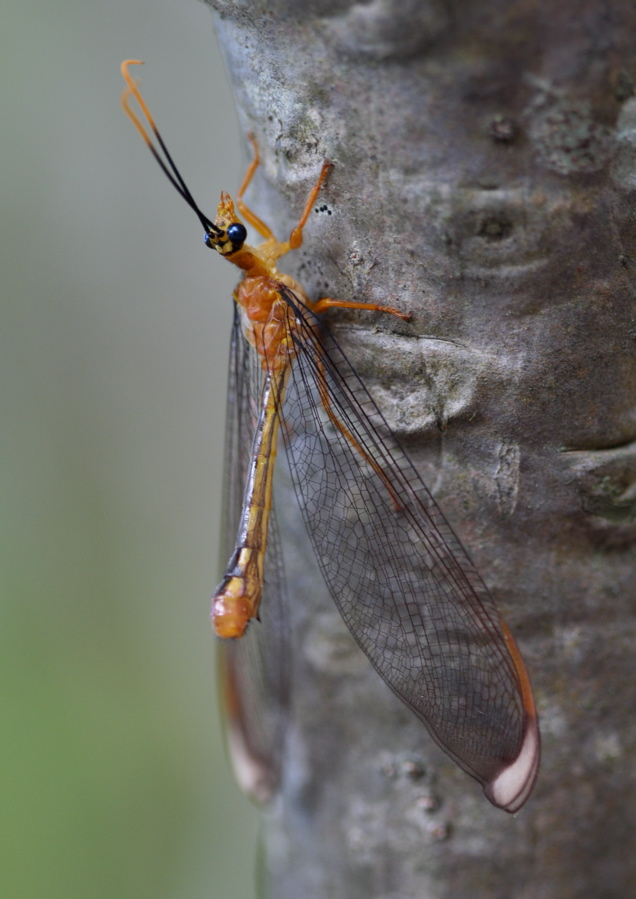
Nymphes myrmeleonoides
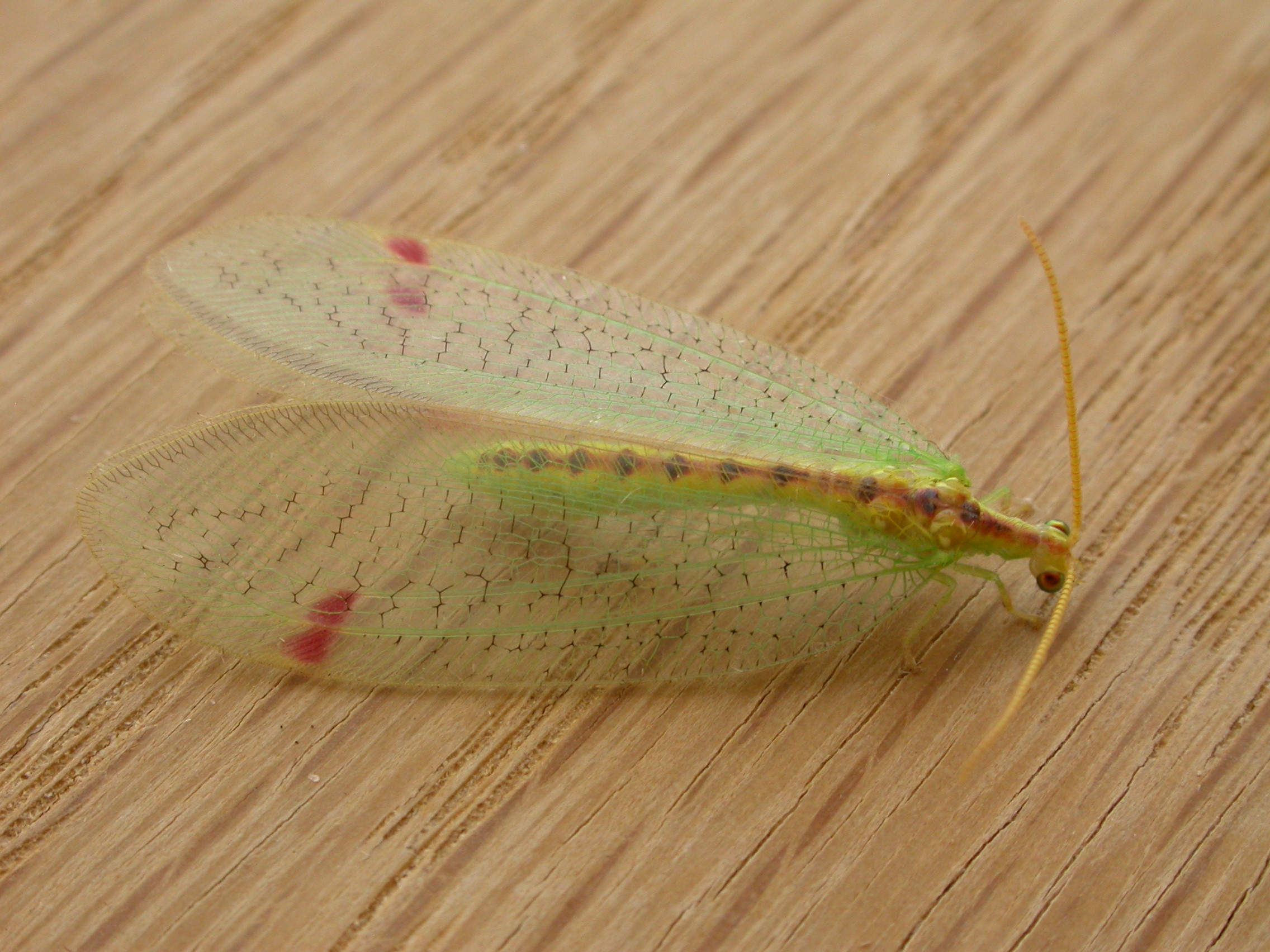
Norfolius howensis
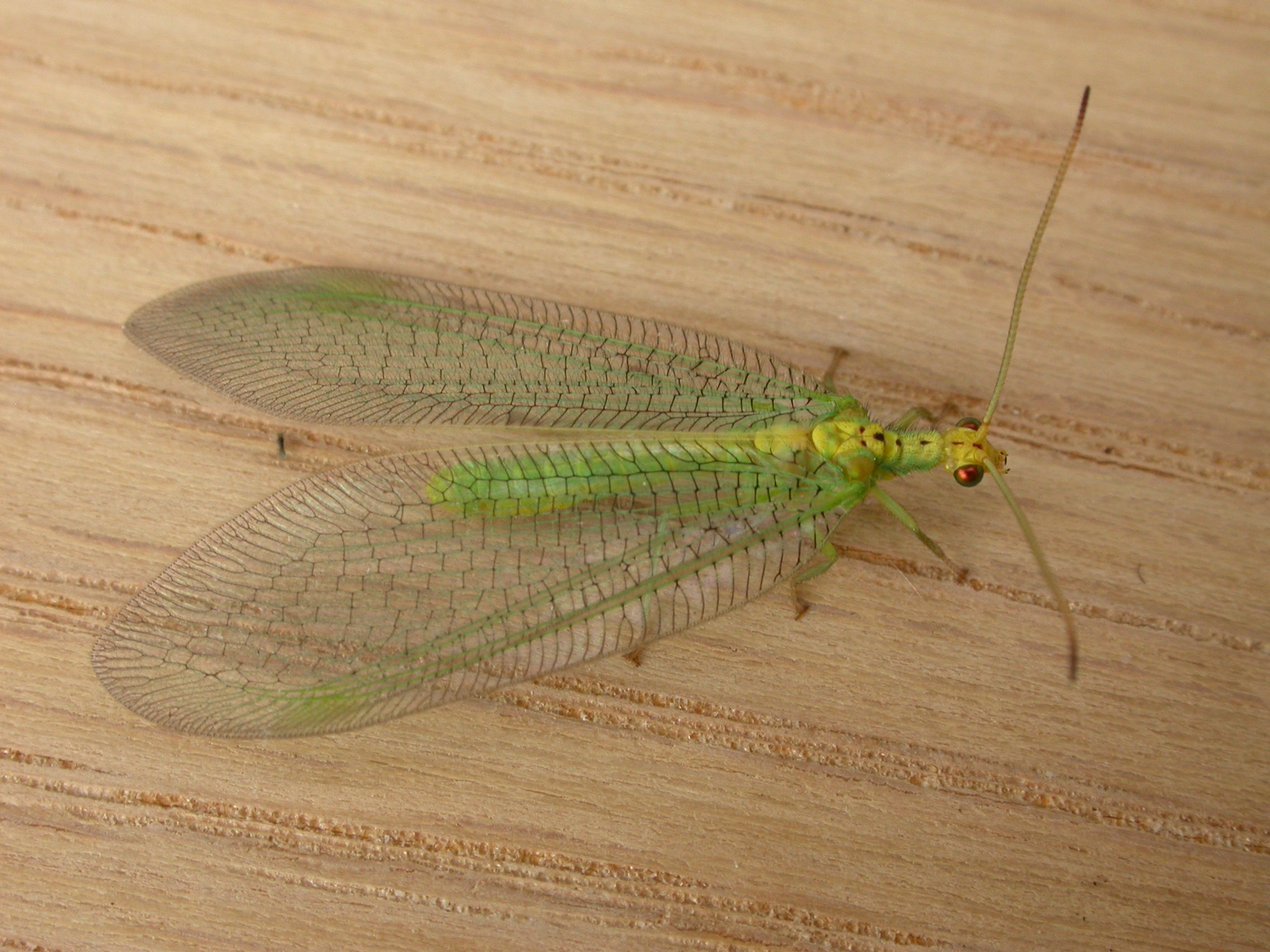
Osmylops sejunctus
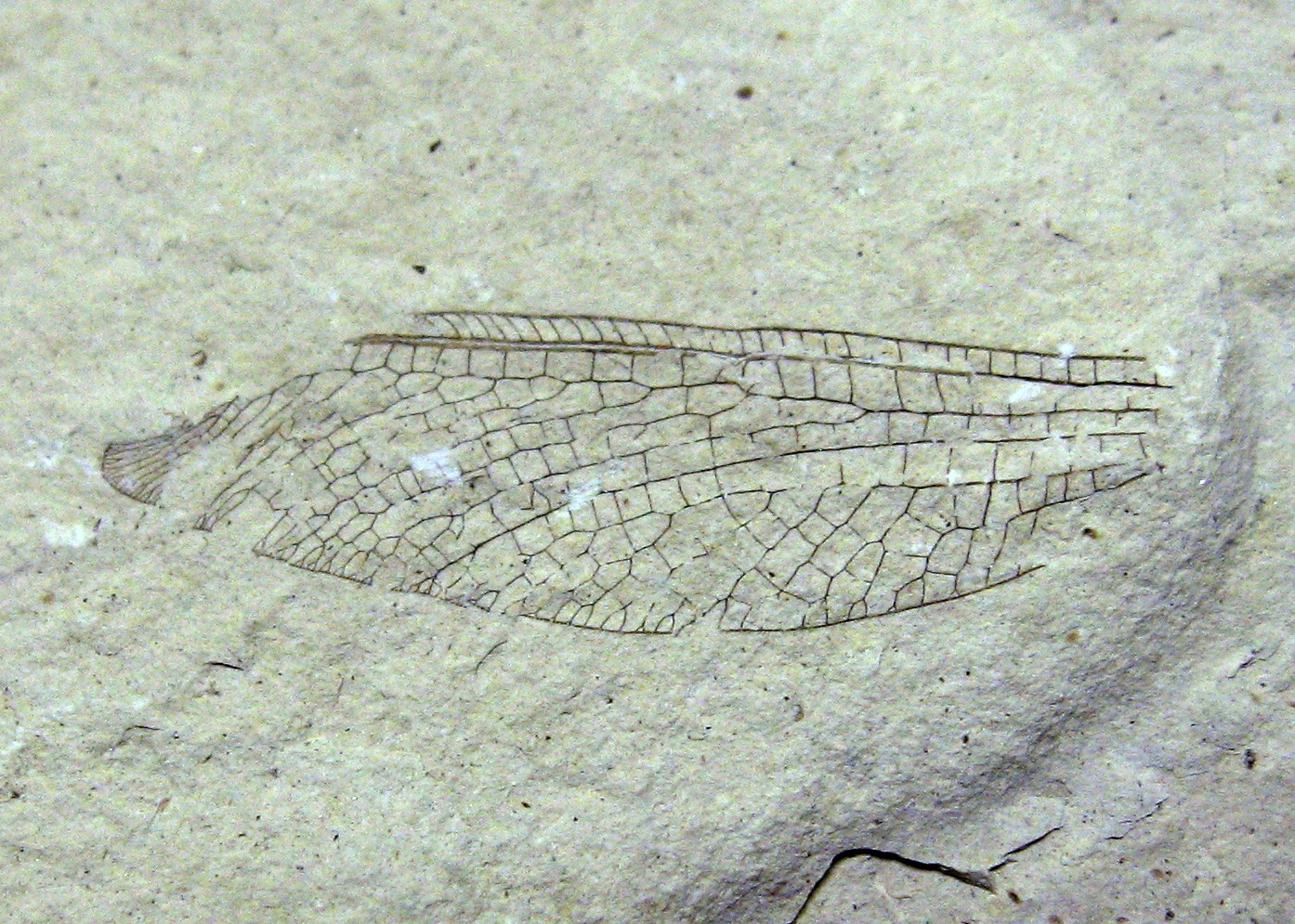
Крыло ископаемого Nymphes georgei, 50 млн лет, США
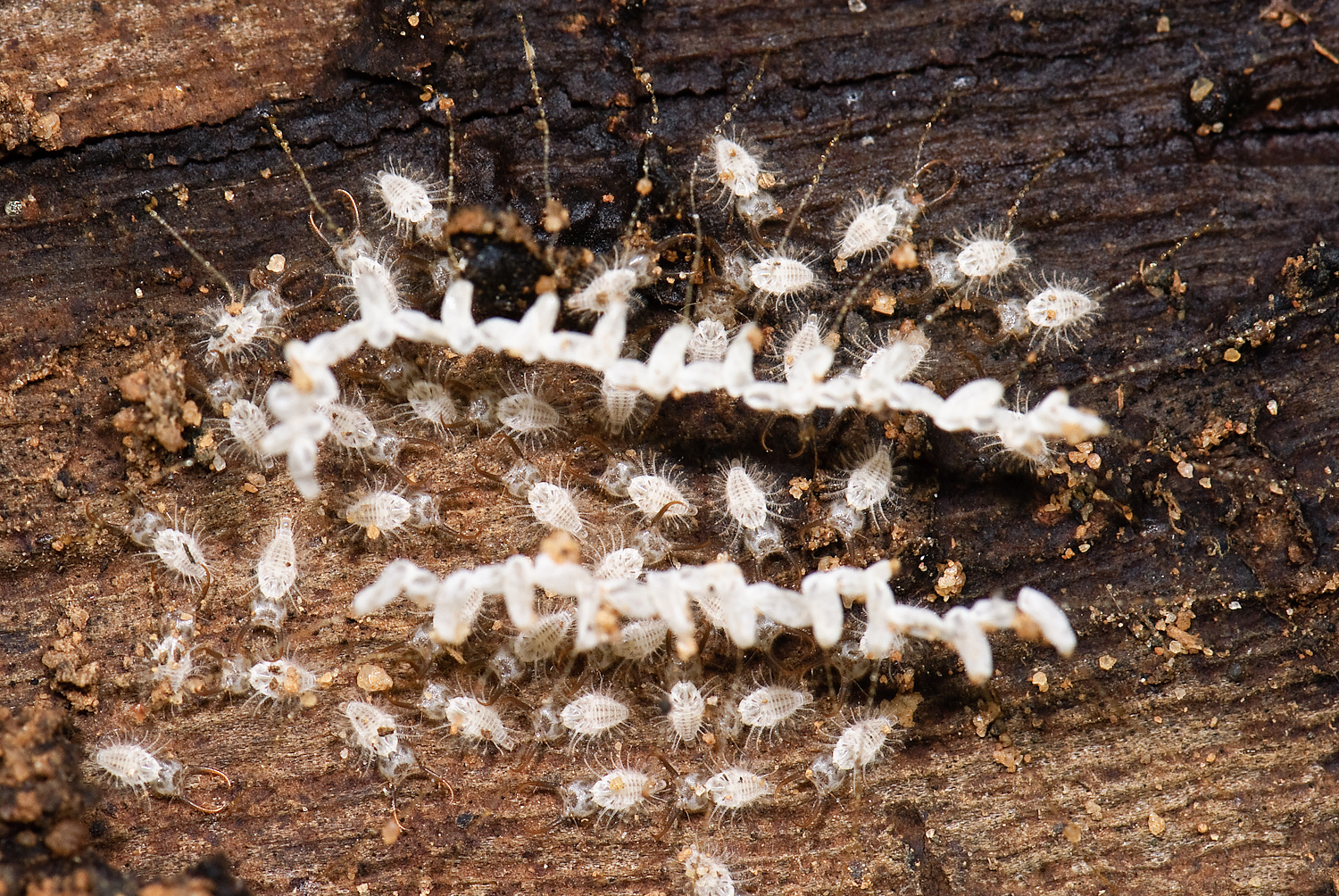
Кладка яиц и личинки Nymphidae sp.